# Myristica filipes
Myristica filipes là một loài thực vật thuộc họ Myristicaceae. Đây là loài đặc hữu của Papua New Guinea.